# Iván Villar
Iván Villar, né le 9 juillet 1997 à Aldán en Espagne, est un footballeur espagnol, qui évolue au poste de gardien de but au RC Celta.

## Biographie

### En club
Né à Aldán en Espagne, Iván Villar est formé par le Celta de Vigo. Il joue son premier match avec l'équipe première le 14 mai 2017, lors d'une rencontre de championnat face au Deportivo Alavés. Il est titulaire et son équipe s'impose par trois buts à un. En juillet de la même année, il est promu définitivement en équipe première,.
En janvier 2018, il est prêté jusqu'à la fin de la saison au Levante UD mais n'y joue finalement aucun match.
Lors de la saison 2020-2021 Iván Villar devient le premier choix au poste de gardien de but sous les ordres d'Óscar García. Le 29 juin 2021, il prolonge son contrat avec le Celta jusqu'en 2024.

### En sélection
Il compte deux sélections avec l'équipe d'Espagne des moins de 17 ans, obtenues entre 2016 et 2017.